# El Dovio (kommun)
El Dovio är en kommun i Colombia.   Den ligger i departementet Valle del Cauca, i den centrala delen av landet, 240 km väster om huvudstaden Bogotá. Antalet invånare är 9 548.